# إستيلا بارنيز دي كارلوتو
ولدت إنريكيتا إستيلا بارنز دي كارلوتو في بوينس آيرس، في 22 أكتوبر 1930. وهي ناشطة أرجنتينية في مجال حقوق الإنسان ورئيسة جمعية منظمة جدات ميدان مايو. يذكر أن إحدى بنات إستيلا (لورا إستيلا كارلوتو) كانت قد اختفت قسرياً في بيونس أيريس عام 1977 وهي حامل. من خلال الروايات المتناقلة، تبيّن أن ابنتها أنجبت ولداً وأن هويته قد غُيّرت، فبحثت عنه لمدة قاربت 36 عاماً، 
حتى 5 آب (أغسطس) 2014، حيث تم تعريف هوية الحفيد عن طريق اختبار الحمض النووي الريبوزي منقوص الأكسجين وأصبح الحفيد رقم 114 من الأحفاد الذين تم العثور عليهم.
تلقّت إستيلا عدداً من الجوائز والتكريمات لعملها مع جدات بلازا دي مايو، منها جائزة الأمم المتحدة في مجال حقوق الإنسان التي تقدمها اليونسكو.

## وصلات خارجية
- Grandmothers of the Plaza de Mayo/Abuelas de Plaza de Mayo Official Site Abuelas.org (بالإسبانية)